# Limba islandeză
Limba islandeză (íslenska) este limba vorbită în Islanda. Este o limbă complexă care face parte din grupa limbilor germanice. Se aseamănă lingvistic cu suedeza, norvegiana și daneza, dar în comparație cu acestea există totuși diferențe destul de mari în gramatică și vocabular, deoarece Islanda este destul de izolată față de restul Europei.
Islandeza nu s-a schimbat mult din era vikingilor, aceasta dându-i un caracter unic. De asemenea, alfabetul folosit pentru a scrie limba islandă are două litere care nu sunt găsite în alte limbi moderne:  þ (numită thorn sau þorn) și ð (numită eth sau eða). Ca pronunție amândouă se aseamănă cu fonemul θ (theta) din Alfabetul Fonetic Internațional AFI, care corespunde și sunetului th din limba engleză.

## Clasificare
Islandeza este o limbă indo-europeană care face parte din subgrupul de nord al limbilor germanice. Este ruda cea mai apropiată a limbii feroeze și împreună cu ea, alături de limba norvegiană, creează grupul limbilor scandinave de vest, cel al descendenților dialectelor vestice ale limbii nordice veche. Totuși, cercetările mai recente au reclasificat aceste limbi împărțindu-le în subgrupurile „continental” și „insular” fiindcă norvegiana nu mai prezintă caracteristicile comune cu islandeză și feroeză deoarece a fost puternic influențată de daneză.

## Gramatică
Limba islandeză a păstrat foarte multe particularități gramaticale ale limbilor germanice mai vechi și se aseamănă cu norvegiana veche din perioada anterioară simplificărilor flexionare, asta datorită izolării sale față de țările scandinave. Islandeza modernă încă este o limbă flexionară, păstrând patru cazuri gramaticale: nominativ, genitiv, dativ și acuzativ. Substantivele pot avea trei genuri: masculin, feminin și neutru. Există două paradigme principale pentru fiecare gen: cea tare și cea slabă, care sunt, în plus, împărțite în paradigmele mai mici, conform unor criterii diverse (precum schimbări fonetice, grupurile consoanelor, etc.). În afară de aceasta, islandeză permite subiectul oblic, un fenomen prin care anumite verbe determină cazul subiectelor lor.
Substantivele, adjectivele și pronumele sunt declinate după patru cazuri și numere (singular și plural). Deosebirea tu-dumneavoastră („þérun”) pare să fie în curs de dispariție, dar încă este întâlnită în adresări structurale oficiale.
Verbele se conjugă după timp, mod, persoană, număr și diateză. Există trei diateze: activă, pasivă și medie. Se pot defini zece timpuri, dar spre deosebire de limbile romanice și, similar cu celelalte limbi germanice, se folosesc verbe auxiliare.
Ordinea de bază a cuvintelor în propoziție este subiect–verb-obiect.